# Cercadilla

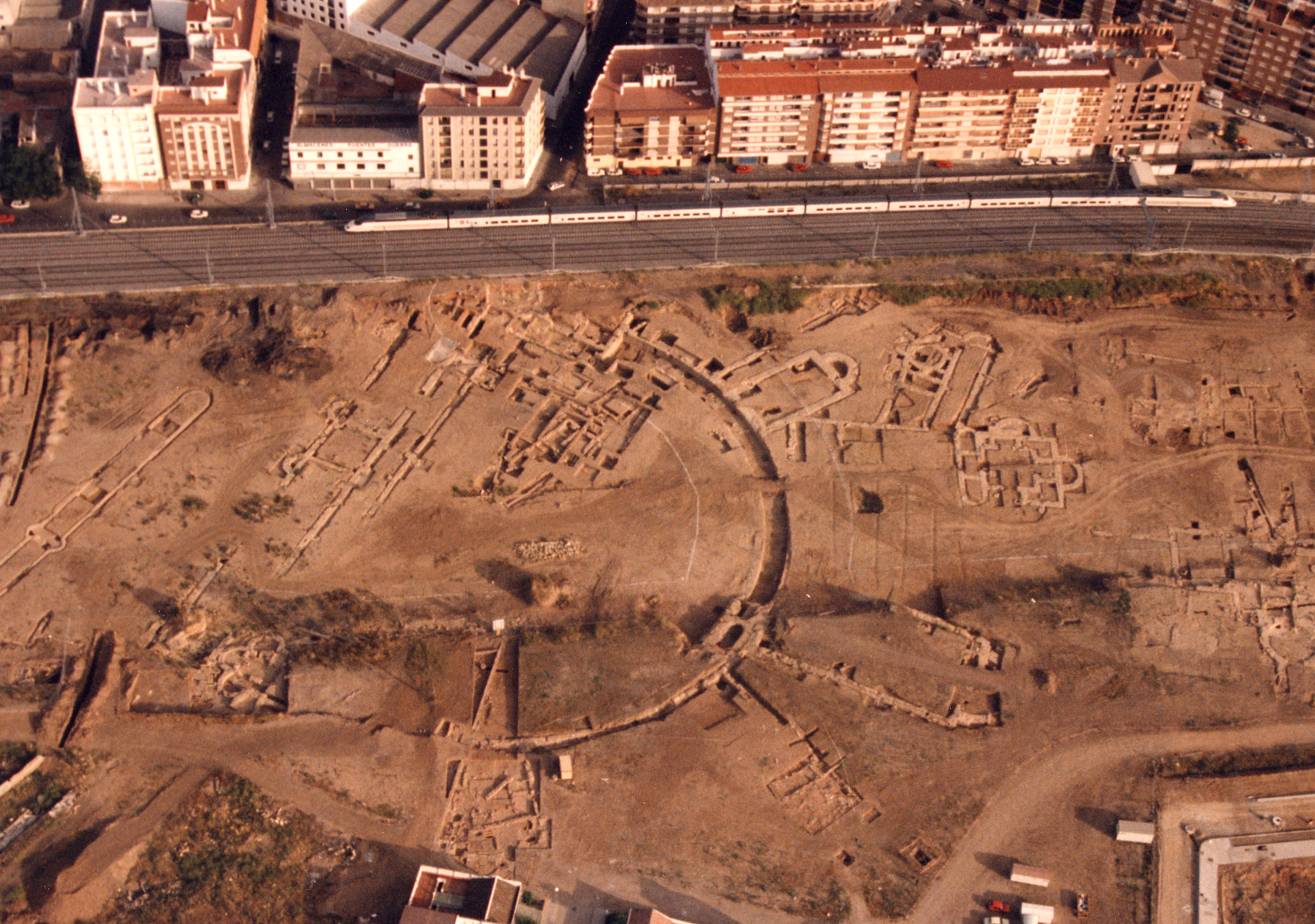
Luftbild der Palastanlage von Cercadilla während der Ausgrabungen

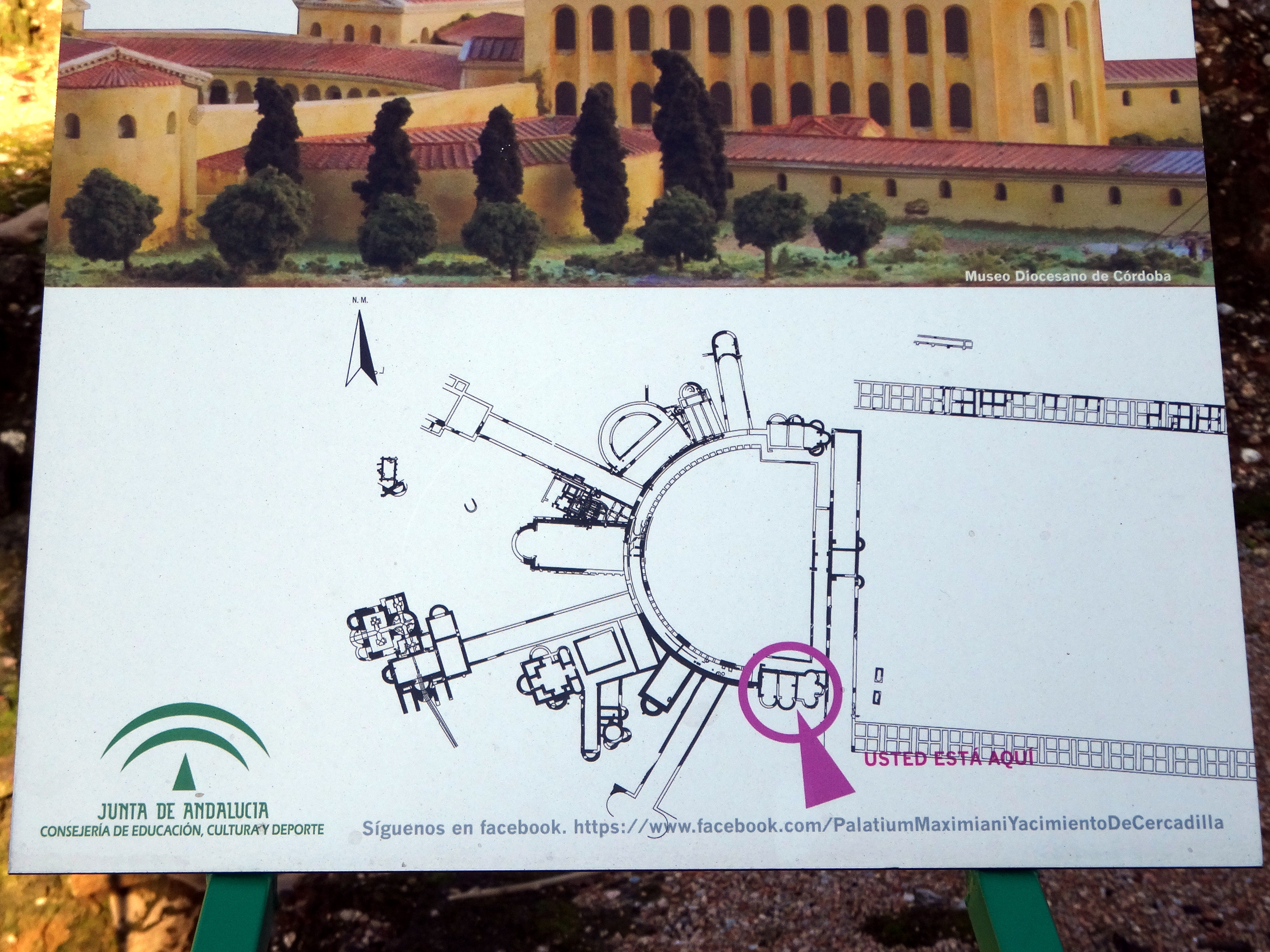
Plan der Palastanlage von Cercadilla

Als Cercadilla (auch Palastanlage von Cercadilla) wird ein palastartiger römischer Monumentalbau in der spanischen Stadt Córdoba bezeichnet, dessen genaue Funktion und Bestimmung unklar ist. Teils wird eine Interpretation als Palast des römischen Kaisers Maximian (286–305) vertreten; es wäre aber auch eine Deutung als Residenz des spätantiken römischen Statthalters oder des Bischofs von Córdoba denkbar.

## Befund
Der Palastkomplex wurde bei Notgrabungen 1991 entdeckt, die aufgrund der Anlage des neuen Hauptbahnhofes von Córdoba durchgeführt wurden. Das Areal befindet sich einige hundert Meter vor den antiken Mauern von Córdoba (lateinisch Corduba), das in römischer Zeit Hauptstadt der Provinz Baetica war.
Bei den Ausgrabungen wurde eine Palastanlage von ungewöhnlich großen Ausmaßen freigelegt, deren Entstehung auf die Zeit um 300 n. Chr. datiert werden kann. Kern des Bauwerks war eine halbrunde Säulenhalle (Portikus) mit einem Außendurchmesser von 109 Metern, die einen unbebauten Innenhof einschloss. Außen an die Portikus waren strahlenförmig die meisten Räumlichkeiten angebaut. Ihre beiden nach Osten zeigenden Enden enthielten kleinere Repräsentationsräume, während in der Mitte des Halbrundes nach Westen hin eine große Empfangshalle (Aula) mit einer Grundfläche von 48,5 × 22,5 Metern lag. Der halbkreisförmige Innenhof wurde nach Osten durch ein langgezogenes schmales Bauwerk mit zentraler Tordurchfahrt abgeschlossen. An diesen Bau schlossen sich nach Osten zwei parallele, mehrere hundert Meter lange Baustrukturen an, von denen nur die Fundamente erhalten sind und die einen großen rechteckigen Vorplatz einschlossen.
Archäologisch lässt sich eine relativ lange Nutzung des Areals nachweisen. Um den Palast scheint im Laufe der Zeit ein neues Siedlungsareal entstanden zu sein. Zu einem nicht genau fixierbaren Zeitpunkt in der Spätantike wandelte sich das Gebäude jedoch zu einer christlichen Kult- und Grabstätte, deren Entstehung und Nutzung wohl mit der Verehrung von Märtyrern zusammenhängt. Aus dieser Zeit stammen zahlreiche christliche Grabinschriften, darunter auch die eines Bischofs von Córdoba namens Lampadius. Die Belege für eine Nutzung in dieser Spätphase konzentrieren sich im nördlichen Bereich des Palastes, mit einem besonderen Schwerpunkt auf der Empfangshalle am dortigen Ostende der Säulenhalle. Chronologisch verteilen sie sich über die Zeit vom 6. bis zum 10./11. Jahrhundert.

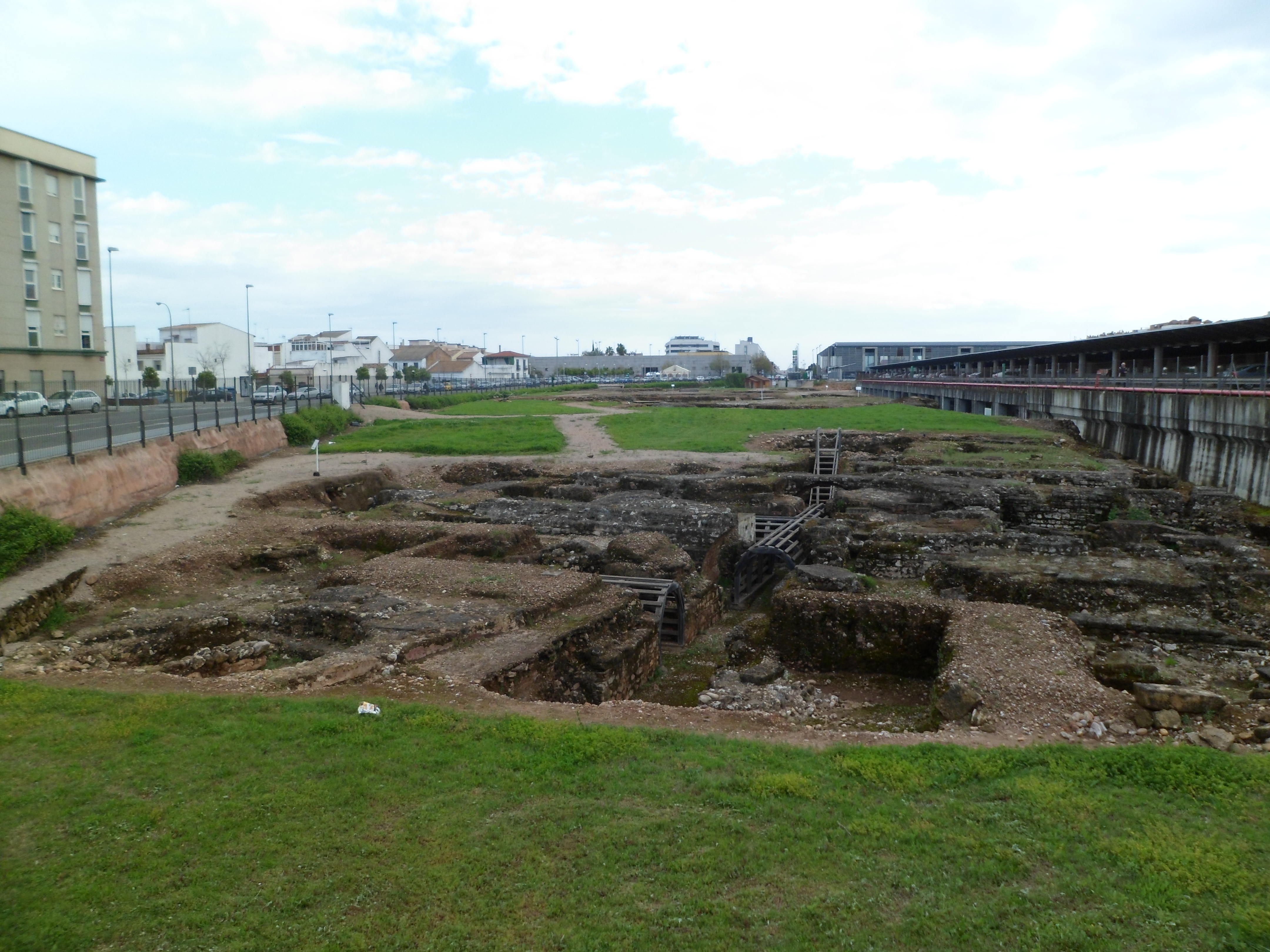
Räume im Westen des Palastes, die in der Beschilderung als kaiserliche Privatgemächer gedeutet werden
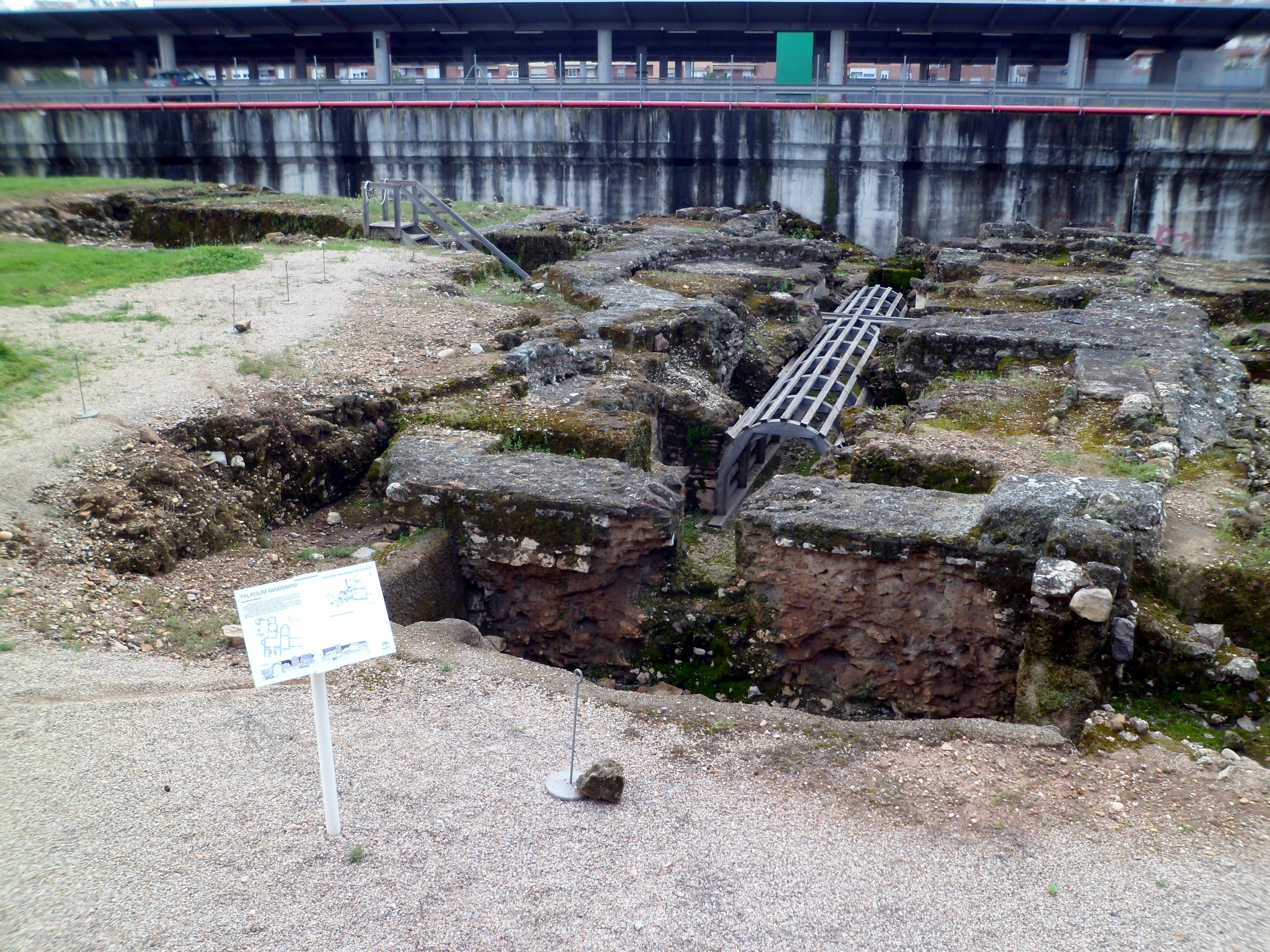
Räume im Westen des Palastes, die in der Beschilderung als kaiserliche Privatgemächer gedeutet werden
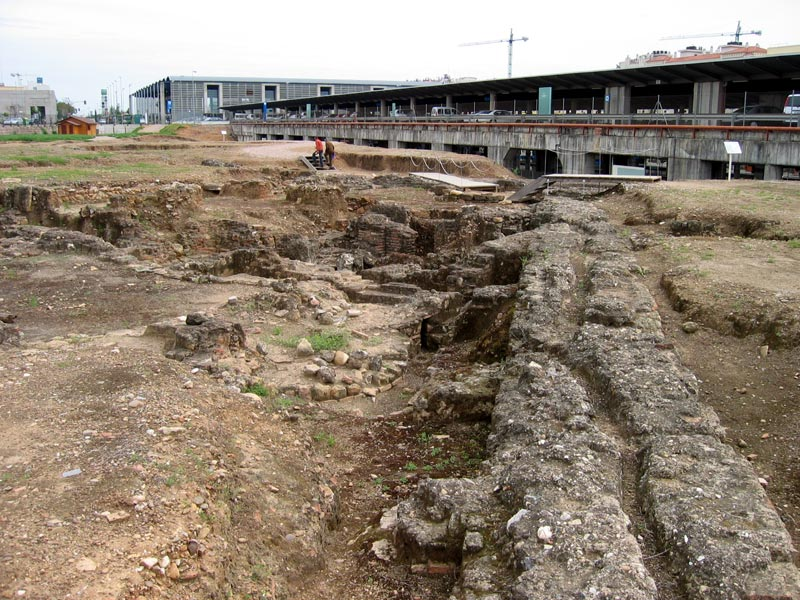
Rechts die nördliche Mauer der zentralen Empfangshalle, links die anschließende Thermenanlage
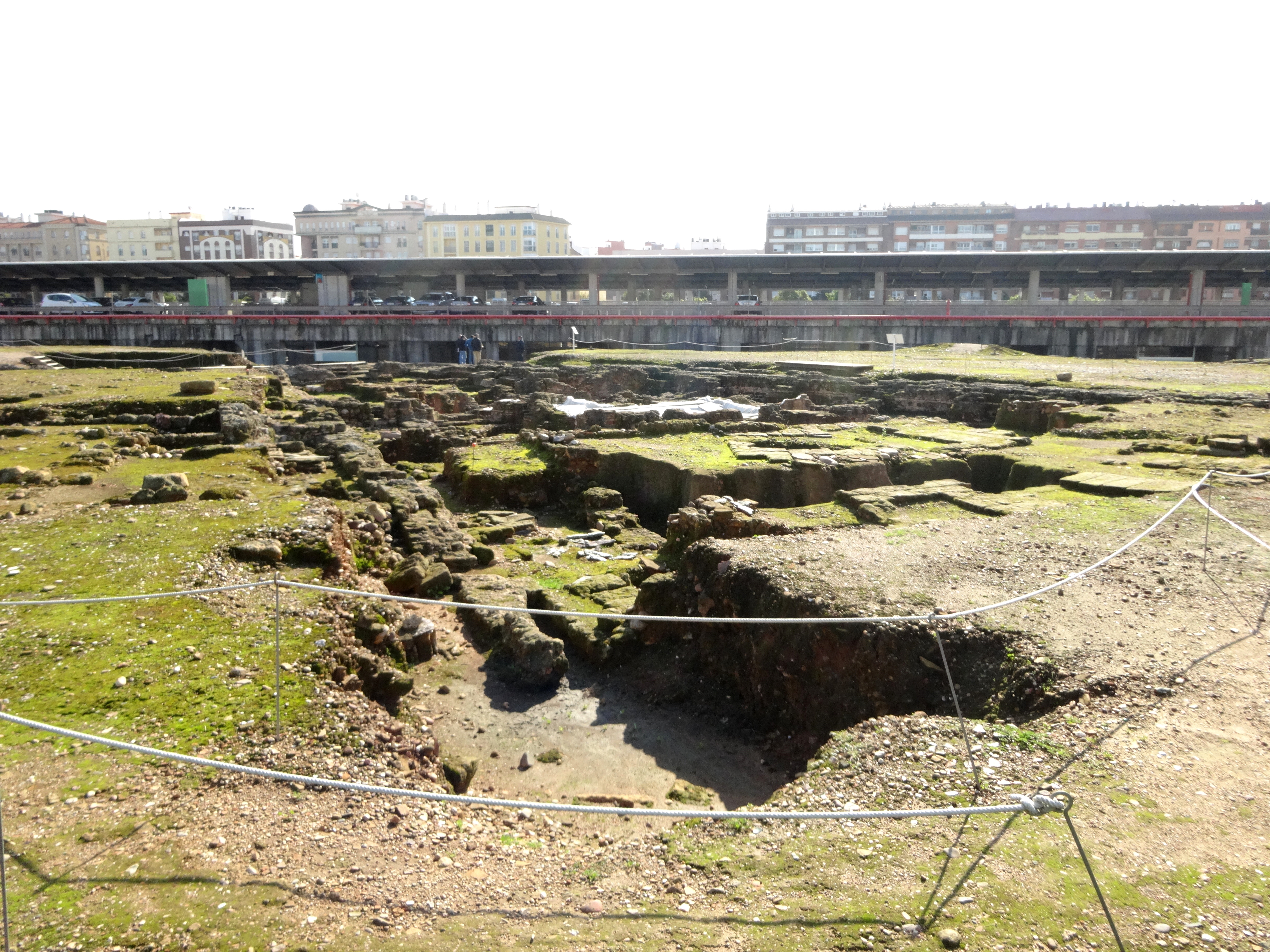
Thermenanlage nördlich der zentralen Empfangshalle
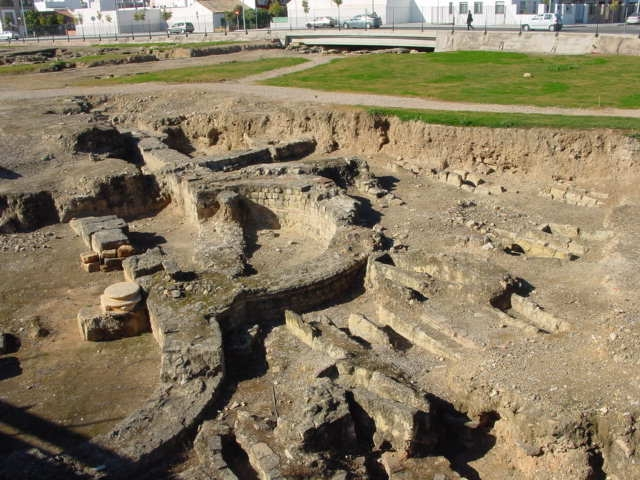
Nördliche Hälfte der kleinen Empfangshalle mit drei Halbrunden (Apsiden) am Nordende des Palastes
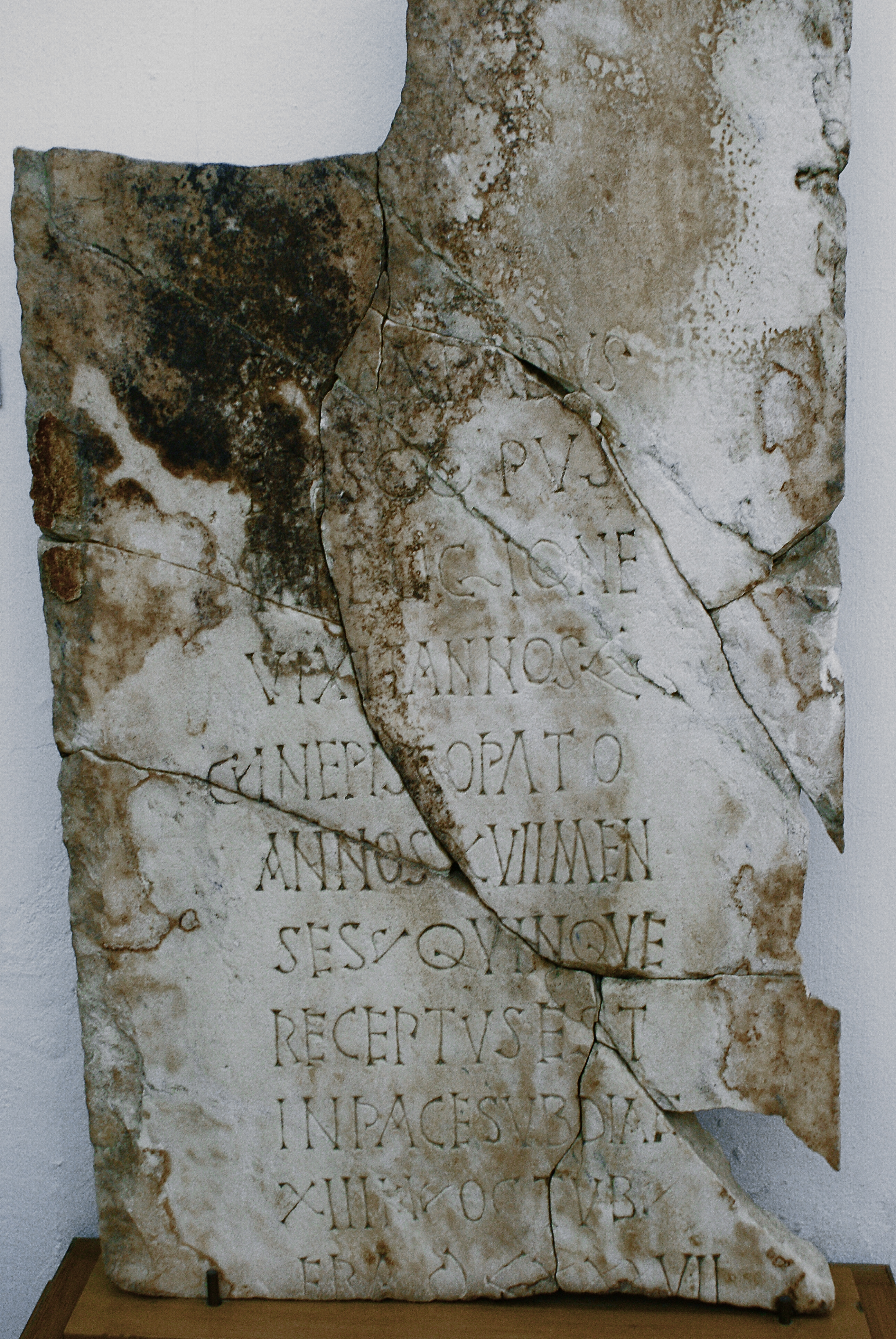
Grabstein des Bischofs Lampadius

## Deutung
Die Größe des Bauwerks lässt die Schlussfolgerung zu, dass der Bauherr ein hochrangiger Amtsträger war. Ein Teil der Forschung geht konkret davon aus, dass es sich um den Palast eines römischen Kaisers gehandelt haben müsse. Als Argument dafür werden zwei epigraphische Funde auf der Ausgrabungsstätte angeführt, einerseits einige vergoldete Buchstaben, die auf eine prächtige Monumentalinschrift schließen lassen, andererseits eine stark fragmentierte Steininschrift, deren erhaltener Text die von 293 bis 305 amtierenden Unterkaiser Constantius I. und Galerius nennt. Zudem erinnere auch die Monumentalität der Architektur an andere Kaiserresidenzen des 4. Jahrhunderts, etwa in Augusta Treverorum (heute Trier). Andere Forscher haben dagegen angeführt, dass weder prächtige staatliche Inschriften noch die Bauart der Anlage derart einzigartig seien, dass sie zwingend auf einen kaiserlichen Bauherrn hindeuten. Vielmehr sei durchaus auch möglich, dass es sich um den Palast beispielsweise des in Córdoba residierenden Statthalters der Baetica handele.
Bei einer Deutung als Kaiserpalast wird die Anlage häufig dem Kaiser Maximian zugeschrieben, von dem bekannt ist, dass er sich Ende 296 und/oder Anfang 297 kurzzeitig auf der Iberischen Halbinsel aufgehalten hat. Allerdings ist nicht bekannt, in welcher Stadt er in dieser Zeit überhaupt residierte.
Eine dritte Deutung besagt, dass es sich um den Palast des Bischofs von Córdoba handele. Dieses Amt bekleidete zur fraglichen Zeit Ossius von Córdoba.